# اندی لی (بازیکن فوتبال، زاده ۱۹۶۲)
اندی لی (انگلیسی: Andy Lee؛ زادهٔ ۱۴ سپتامبر ۱۹۶۲) بازیکن فوتبال اهل بریتانیا است.
از باشگاه‌هایی که در آن بازی کرده‌است می‌توان به باشگاه فوتبال کمبریج یونایتد، باشگاه فوتبال ترانمره راورز، و باشگاه فوتبال آلترینچام اشاره کرد.